# 1997년 동아시아 경기 대회
제2회 동아시아 경기 대회는 1997년 5월 10일부터 5월 19일까지 대한민국 부산에서 열렸다.
원래 제2회 동아시아 경기대회는 1995년 9월 조선민주주의인민공화국 평양에서 치러질 예정이었다. 하지만 조선민주주의인민공화국이 한반도 정세 악화를 이유로 대회 개최를 단념하면서 대한민국 부산으로 개최권이 넘어오게 되었다. 조선민주주의인민공화국은 동아시아 국가 중 이번 대회에 불참한 유일한 국가이기도 했다.
1997년 부산 동아시아 경기대회는 총 9개국 출신 선수들이 13개 종목에 출전하였다. 대회 주경기장으로는 구덕운동장이 쓰였으며 개회식과 폐막식은 물론 육상과 축구 경기도 열렸다. 부산 이외에도 울산, 경상남도 창원 일대의 경기장에서도 대회가 개최됐으며, 5년 뒤 2002년 부산 아시안 게임의 전초전 성격으로 치러졌다.
이번 대회에서 조정 종목이 시범 종목으로 처음 채택되었으며, 2005년 동아시아 경기 대회와 2009년 동아시아 경기 대회에서도 시범종목으로 다시 채택됐다. 볼링 종목 역시 전시 종목으로 채택되었다.

## 대회 진행

### 준비
부산광역시는 동아시아 경기 대회가 개항 이래 최대 규모의 종합대회였기 때문에, 대회 준비에 최대한의 준비를 진행하였다. 전반적으로는 저비용 대회를 추구하면서, 약 700억원의 예산으로 구덕운동장의 트랙과 전광판을 교체하고, 지역 내 호텔 7곳을 선수촌으로 활용하였다.
또 대회기간에는 교통 체증 완화를 위해 자가용 2부제와 버스 전용 차로제가 시행됐으며, 부문별 지원요원 2,300명과 자원봉사자 3,000명이 대회운영에 투입됐다. 한편으로 대회 공식후원사는 세원백화점, 대선주조, 부산우유 등의 지역업체가 참여했다.
아울러, 해당 대회를 위해 부산 대우가 그 동안 홈구장으로 사용한 구덕운동장이 전면 보수공사에 들어가자 1996년 6월 29일 여기서 마지막 홈경기를 치렀고 그 이후부터 대우의 홈 경기는 창원, 대구, 동대문, 속초 등에서 한동안 치러졌다.

### 성화봉송
제2회 동아시아 경기대회의 성화봉송은 1997년 5월 8일부터 3일간 이뤄졌다. 5월 8일 오전 10시 경상북도 경주에 위치한 화랑교육원에서 채화해 11시 10분 울산을 통과하고, 1시 20분에는 기장군과 해운대, 서면로터리를 통과토록 했다. 오후 7시 15분에는 충렬사에 도착해 그날 봉송을 마쳤다. 다음날인 5월 9일에는 부산대학교와 강서구청, 구포삼거리, 동아대학교를 지나 6시 40분 부산시청(옛 시청)에 도착했고, 7시 용두산공원에 진입하였다. 마지막날인 5월 10일에는 10시 10분 영도구청과 부산대교를 지나 중앙부두, 부산역, 부산우체국을 거쳐 오후 3시 38분 구덕운동장에 도착해 성화대에 점화하였다.

### 개막식
개막식은 1997년 5월 10일 오후 2시 45분 구덕경기장에서 "동방의 넘치는 힘"이라는 주제로 진행됐다. 식전행사인 '동방의 아침, 열리는 부산'에서는 큰 북소리와 뱃고동 소리로 788명이 오색천을 들고 천지창조와 바다의 생성, 부산 탄생을 표현했다. 이후 600명의 출연진이 에어로빅으로 개막을 축하한 뒤 '어서오이소'라는 글자를 만들었다.
공식 행사에서 김운용 대회조직위, 문정수 부산시장, 김영삼 대통령 개회사가 이어졌으며, 부산 출신의 메달리스트인 양정모, 길영아, 유지혜 등 8명이 대회기를 게양했다. 성화 최종주자는 육상부문 유망주였던 배성현 양 (당시 10세)가 선정됐으며, 크레인을 올리는 방식으로 진행하였다. 이후 진선국 선수와 이보은 선수의 대표선서, 엄정행의 애국가 제창, 선수단 퇴장 등이 이어졌다.
식후행사에서는 북춤 팀의 '동방의 기상'과 태권도 유단자들의 '동방의 역동' 공연이 이어지고, 한국 전통 혼례식을 재현한 '즐거운 잔칫날' 행사가 이어졌으며 마지막으로 참가국 대형 국기와 국화가 어우러진 '한배를 타고'가 진행됐다.

### 폐막식
폐막식은 1997년 5월 19일 오후 8시 구덕경기장에서 진행되었다. 카운트다운 후 에밀레종 소리로 폐막식이 시작되고, 고적대와 엠블렘 기수단을 선두로 9개국 선수단의 입장이 진행됐다. 이후 깃대에 동아시아경기협의회와 개최국 대한민국의 태극기, 차기 개최국 일본의 일장기가 게양됐다.
문정수 부산시장과 김운용 대회조직위원장의 폐회사, 고건 국무총리의 폐회 선언이 이어지고, 문정수 시장은 대회기를 2001년 동아시아 경기 대회가 열리는 오사카부의 이소무라 다카후비 부지사에게 전달했다. 성화 소화식이 진행된 직후에는 식후공연으로 김성녀 씨의 공연과 조용필 씨의 〈친구여〉, 〈돌아와요 부산항에〉공연이 진행됐다.

## 경기 종목
1997년 동아시아 경기 대회의 경기 종목은 지난 대회보다 1개가 더 늘어난 13개 종목이었다. 기울임 표시는 시범 종목 내지는 전시 종목.
| - 수상 (자세히) - 육상 (43) (자세히) - 농구 (자세히) - 볼링 (자세히) - 복싱 (자세히) | - 축구 (자세히) - 체조 (자세히) - 기계체조 - 리듬 체조 - 유도 (자세히) | - 조정 (자세히) - 소프트 테니스 (자세히) - 태권도 (자세히) - 역도 (자세히) - 레슬링 (자세히) - 우슈 (자세히) |

## 메달 집계
| 순위 | 국가          | 금메달 | 은메달 | 동메달 | 합계 |
| ---- | ------------- | ------ | ------ | ------ | ---- |
| 1    | 중국          | 62     | 59     | 64     | 185  |
| 2    | 일본          | 47     | 53     | 53     | 153  |
| 3    | 대한민국      | 45     | 38     | 51     | 134  |
| 4    | 카자흐스탄    | 24     | 12     | 22     | 58   |
| 5    | 중화 타이베이 | 8      | 22     | 19     | 49   |
| 6    | 몽골          | 3      | 2      | 19     | 24   |
| 7    | 홍콩          | 1      | 2      | 2      | 5    |
| 8    | 괌            | 0      | 0      | 1      | 1    |
| 9    | 마카오        | 0      | 0      | 1      | 1    |
| 합계 | 합계          | 190    | 188    | 232    | 610  |